# Јагуар ф-пејс
Јагуар ф-пејс (енгл. Jaguar F-Pace) је луксузни кросовер британског произвођача аутомобила Јагуар, који се производи од 2016. године.

## Историјат
Ф-пејс је први Јагуаров кросовер. Формално је најављен 2015. године на сајму аутомобила у Детроиту, а званично је представљен на салону у Франкфурту септембра исте године. На европском тржишту се налази од априла 2016. године, а у САД од маја исте године. Производи се у Јагуар Ланд Роверовом погону у граду Солихалу у Енглеској, заједно са Јагуаровом луксузном лимузином XE.
80 одсто каросерије је израђено од алуминијума, што ф-пејсу даје чврстину, уз смањење масе и потрошње горива. Располаже са пртљажним простором од 650 литара, а опремљен је и са иновативним мултимедијалним системом са централним екраном од 10,2 инча. Седишта могу бити стандардна, луксузна или спортска, пресвучена рељефном или перфорираном кожом, са грејањем и хлађењем, уз електрично подешавање положаја са меморијском функцијом.
Јагуар ф-пејс је 2017. проглашен за светски аутомобил године, што је први пут да је главну награду освојио један теренски аутомобил, као и за дизајнерски аутомобил године.
Уграђују се бензински мотори од 2.0 (250 КС), 3.0 (340 и 380 КС) и дизел-мотори од 2.0 (163, 180 и 240 КС) и 3.0 (300 КС).